# 黑异鳞鲨
黑异鳞鲨（学名：Scymnodon niger）为角鲨科异鳞鲨属的鱼类。在中国，分布于南海和东海等。该物种的模式产地在南海。其种加词“niger”意为“黑色的”。